# Nayagarh (stato)
Lo Stato di Nayagarh fu uno stato principesco del subcontinente indiano, avente per capitale la città di Nayagarh.

## Storia
Secondo la tradizione locale, lo stato di Nayagarh venne fondato da un membro della casata che governava lo stato di Rewa prima del XV secolo, ma la mancanza di testimonianze scritte rende poco attendibile questa versione, considerando il fatto che lo stato di Rewa risulta essere stato fondato nel 1618 succedendo al regno di Bandhavgarh. Il primo principe fu Baghel Singh, il quale ricevette dal maharaja Raghoji I Bhonsle di Nagpur le terre di Nayagarh in dono per l'aiuto prestato ai maratha per la conquista di Orissa.
Durante il regno di Raghunath Singh (1565-1595) e dei suoi successori, lo stato di Khandpara che inizialmente faceva parte dello stato di Nayagarh si separò fino a diventare un regno indipendente nel 1599, con sovrani appartenenti una linea secondogenita di quella stessa casata.
Lo stato entrò a far parte dell'Unione Indiana dal 1º gennaio 1948.

## Governanti
I governanti avevano il titolo di Raja.

### Raja
- Baghel Singh (1480–1510)
- Raghunath Singh (1565–1595)
- Harihar Singh
- Chandrasekhar Singh Mandhata
- Purushottam Singh Mandhata
- Mrutyunjay Singh Mandhata (...–1784)
- Binayak Singh Mandhata (1784–1825)
- Braja Bandhu Singh Mandhata (1825 – 30 settembre 1851)
- Ladhu Kishore Singh Mandhata (30 settembre 1851 – 1889)
- Balbhadra Singh (1889–1890)
- Raghunath Singh Mandhata (2 marzo 1890–4 settembre 1897)
- Narayan Singh Mandhata (1897 – 7 dicembre 1918)
- Krushna Chandra Singh Mandhata (7 dicembre 1918 – 1 gennaio 1948)